# Сіноп (панцерник)
«Сіноп» — барбетний панцерник, пізніше лінкор Чорноморського флоту.
За часів національно-визвольних змагань 1917—1919 років входив до складу Українських військово-морських сил.

## Історія корабля
Барбетний панцерник «Сіноп» було закладено у 1883 році.. Зараховано до реєстру кораблів Чорноморського флоту — 15 жовтня 1883 року. Він став третім в серії з чотирьох кораблів типу «Катерина II».
20 травня 1882 року російським урядом була затверджена 20-річна програма по «відродженню Чорноморського флоту», відповідно до якої планувалось побудувати вісім панцерників 1 рангу.
Майже одночасно було закладено чотири барбетних панцерників: «Катерина ІІ», «Чесма», «Сіноп» та «Георгій Побідоносець». Всі вони будувались за одним проєктом, з незначними відмінностями у конструкції корабля та артилерії.
1 червня 1887 року — спущений на воду. Введений до ладу — у червні 1889 року.
13 лютого 1892 року перекласифікований у ескадрений панцерник.
Екіпаж корабля брав активну участь у революційних подіях 1905 року. Після повстання на панцернику «Потьомкін», 20 червня 1905 року відбулись заворушення на «Сінопі». Проте вони були швидко придушені.
Після перемовин з румунським урядом, командування Чорноморського флоту відправило у Констанцу, за бунтівним панцерником, ескадру у складі «Чесми», «Сінопу» та чотирьох міноносців.
28 червня ескадра залишила Констанцу. «Сіноп» вів на буксирі панцерник «Потьомкін».
1 червня «Сіноп» привів «Потьомкіна» до Севастополя.
В листопадових подіях у Севастополі команда корабля не брала активну участь, проте відмовилась від участі в розстрілі крейсера «Очаків».
10 жовтня 1907 року — був перекласифікований у лінійний корабель. 1910 року відбувся капітальний ремонт корпусу, механізмів та модернізацію озброєння лінкору.
Брав участь у бойових діях під час Першої Світової війни. Ніс службу поблизу Севастопольською бухти. З листопада 1916 року був штабним кораблем Дунайської флотилії.
Після Лютневої революції значно актуалізувався національно-визвольний рух українців на Чорноморському флоті. Провідником українського руху стала рада Української чорноморської громади. У квітні 1917 року майже на всіх кораблях Чорноморської флоти вже існували українські корабельні ради.
Протягом 1917 року моряки-чорноморці активно виступали на підтримку УНР та звертались до Центральної Ради з вимогою рішучих дій по українізації Чорноморського флоту та створенню Українських військово-морських сил.
12 жовтня 1917 року на відзначення українізації трьох кораблів Балтійського флоту: крейсера «Светлана» та ескадрених міноносців «Україна» та «Гайдамак» на всіх кораблях та установах Чорноморського Флоту, на один день, було піднято національні українські прапори та стеньгові сигнали «Хай живе вільна Україна».
14 січня 1918 року Центральна Рада прийняла «Тимчасовий Закон про український державний флот», відповідно до якого: «Російський Чорноморський флот… проголошується флотом Української Народної Республіки…» та «Українська Народна Республіка переймає на себе всі зобов'язання російського уряду щодо Чорноморського флоту й щодо утримання флоту й портів». Корабель юридично увійшов до складу Військово-морських сил УНР.

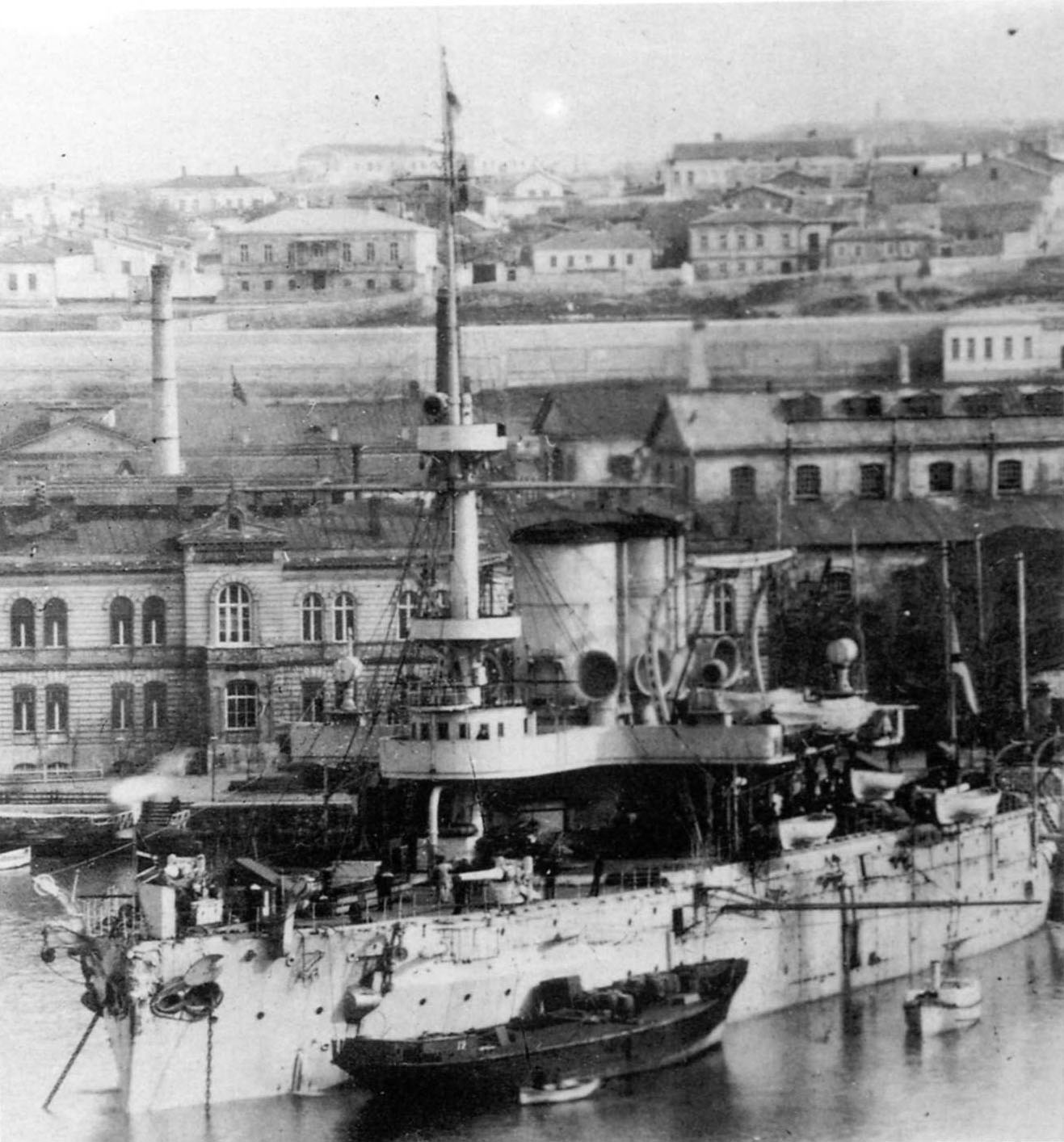
Лінкор «Сіноп», Севастополь, після 1917 р.

На початку 1918 року більшовики ненадовго окупували південь України та Севастополь. 30 січня 1918 року лінкор було захоплено загонами Червоної армії. Збільшовизована команда корабля брала участь у військових діях в Одесі у лютому-березні 1918 року. Проте Брестський мир змусив більшовиків забратися з України.
15 квітня 1918 року на кораблі було піднято український прапор. 22 квітня 1918 року командувач Чорноморського Флоту контр-адмірал Михайло Саблін наказом по флоту оголосив, що «всі судна, портове майно, які знаходяться у портах Криму, є власністю Української Народної Республіки. А тому наказую скрізь, де треба, підняти українські прапори».
Однак вже 30 квітня, через провокацію більшовиків, частина флоту виходить до Новоросійська. Більшість кораблів, в тому числі й лінкор «Сіноп», залишились у Севастополі під українськими прапорами.
Командувачем Чорноморським Флотом було призначено Михайла Остроградського. Всі кораблі, що залишились у Севастополі увійшли до складу Військово-морських сил Української Держави.
Проте, німці розцінили вихід кораблів до Новоросійська, як порушення Берестейського мирного договору та оголосили, 3 травня, екіпажі кораблів тимчасово полоненими.
Одночасно, після проголошення Гетьманату, досить суттєво активізувалась робота по створенню Військово-морського флоту Української Держави. Протягом всього 1918 року уряд Гетьмана Скоропадського приділяв багато уваги побудові міцного боєздатного військового флоту.
31 липня 1918 року — наказом представника морського міністра Української Держави у Севастополі за № 453 була створена комісія з визначення технічного стану кораблів Чорноморського флоту. Одними з перших було оглянуто крейсер «Кагул» («Очаків»), лінкори «Ростислав» та «Сіноп».
У другій половині серпня 1918 року до Берліна виїхав контр-адмірал Юрій Свірський. Повноваження якого передбачали: ведення переговорів щодо передачі кораблів Чорноморського флоту, як військових так і торговельних, уряду Української держави. До списку військових кораблів які повинні були перейти під український прапор було внесено: дредноут «Воля», крейсер «Кагул», 11 міноносців, група підводних човнів, 7 лінійних кораблів («Борець за свободу» , «Св. Євстафій», «Іван Златоустий», «Ростислав», «Три святителя», «Сіноп», «Юрій Побідоносець»), транспортні та допоміжні судна.
Протягом жовтня 1918 року всі кораблі Чорноморського флоту було передано до військово-морських сил України.
Наприкінці листопада 1918 року, після антигетьманського перевороту у Києві та окупації півдня України військами Антанти, лінкор було захоплено англо-французькими «союзниками». Командуванням Антанти корабель було передано армії генерала Денікіна.
19 лютого 1919 року лінкор було роззброєно. А 24 квітня — виведено з ладу.
29 квітня 1919 року, під час окупації більшовиками Криму, був захоплений частинами «Українського фронту» та увійшов до складу Червоного флоту Радянської України.
24 червня 1919 року «Сіноп» знову було захоплено військами Добровольчої армії.
15 листопада 1920, після евакуації армії Врангеля, напівзруйнований лінкор залишився у Севастополі, та відійшов частинам РККА.
1923 року переданий «Комгосфонду» для демонтажу та переробки на метал.
21 листопада 1925 року виключений з реєстру кораблів РКК Флоту.

## Цікаві деталі
На панцернику в часі Першої світової війни воював член УЦР, на той час боцман Пилишенко Василь Васильович.